# Мидия Грея
Ми́дия Гре́я, или гига́нтская ми́дия (лат. Crenomytilus grayanus) — вид морских двустворчатых моллюсков из семейства мидий (Mytilidae). Обитают в мелководных районах (3—30 м) северо-западной части Тихого океана: в Японском и Охотском морях. Длина раковины крупных особей может превышать 21 см, а масса моллюска с раковиной достигать 1,6 кг. Как и у других представителей семейства, вершина раковины взрослой мидии Грея смещена к переднему краю, что придаёт ей характерную треугольно-овальную форму.